# Birgit Wolfram
Birgit Wolfram (17 luglio 1968) è un'ex sciatrice alpina austriaca.

## Biografia
Gigantista pura originaria di Igls, la Wolfram in tale specialità conquistò due medaglie ai Campionati austriaci, il 3º posto nella classifica della Coppa Europa 1989 e un piazzamento in Coppa del Mondo, l'8 marzo 1989 a Shigakōgen (13ª); non prese parte a rassegne olimpiche o iridate.

## Palmarès

### Coppa del Mondo
- Miglior piazzamento in classifica generale: 75ª nel 1989

### Campionati austriaci
- 2 medaglie[1]:
  - 1 argento (slalom gigante nel 1988)
  - 1 bronzo (slalom gigante nel 1990)